# الگادو
الگادو (به انگلیسی: Algodu) یک منطقهٔ مسکونی در هند است که در کارناتاکا واقع شده‌است.

## خصوصیات
الگادو ۵٬۹۵۱ نفر جمعیت دارد.